# Trachelas gaoligongensis
Espèce
Trachelas gaoligongensis est une espèce d'araignées aranéomorphes de la famille des Trachelidae.

## Distribution
Cette espèce est endémique du Yunnan en Chine,. Elle se rencontre à Baoshan et Nujiang.

## Description
Les femelles mesurent de 4,07 à 4,85 mm.
Le mâle décrit par Tang, Yan, Zhao et Peng en 2024 mesure 4,06 mm et la femelle 4,95 mm.

## Systématique et taxinomie
Cette espèce a été décrite par Jin, Yin et Zhang en 2017.

## Étymologie
Son nom d'espèce, composé de gaoligong et du suffixe latin -ensis, « qui vit dans, qui habite », lui a été donné en référence au lieu de sa découverte, les monts Gaoligong.

## Publication originale
- Jin, Yin & Zhang, 2017 : « Four new species of the genus Trachelas L. Koch, 1872 and the first record of T. vulcani Simon, 1896 from south-west China (Araneae: Trachelidae). » Zootaxa, no 4324(1), p. 23-49.